# Suillus sibiricus
Bolet de Sibérie
Espèce
Statut de conservation UICN

 LC  : Préoccupation mineure
Le Bolet de Sibérie (Suillus sibiricus) est une espèce de champignons basidiomycètes de la famille de Suillaceae. Ce bolet se caractérise par sa petite taille, son chapeau jaune souvent orné de méchules brun-rouge, et ses pores larges et anguleux. Il pousse exclusivement sous les pins de l'hémisphère nord, de la côte pacifique des États-Unis jusqu'en Extrême-Orient. En Europe, il est peu fréquent et apparaît seulement en altitude, dans les Alpes, les Tatras et les Balkans. Il est très proche du Bolet d'Amérique (Suillus americanus) et il est probable que ces deux champignons ne forment qu'une seule espèce. Tous deux sont comestibles, bien que sans grand intérêt.

## Taxinomie

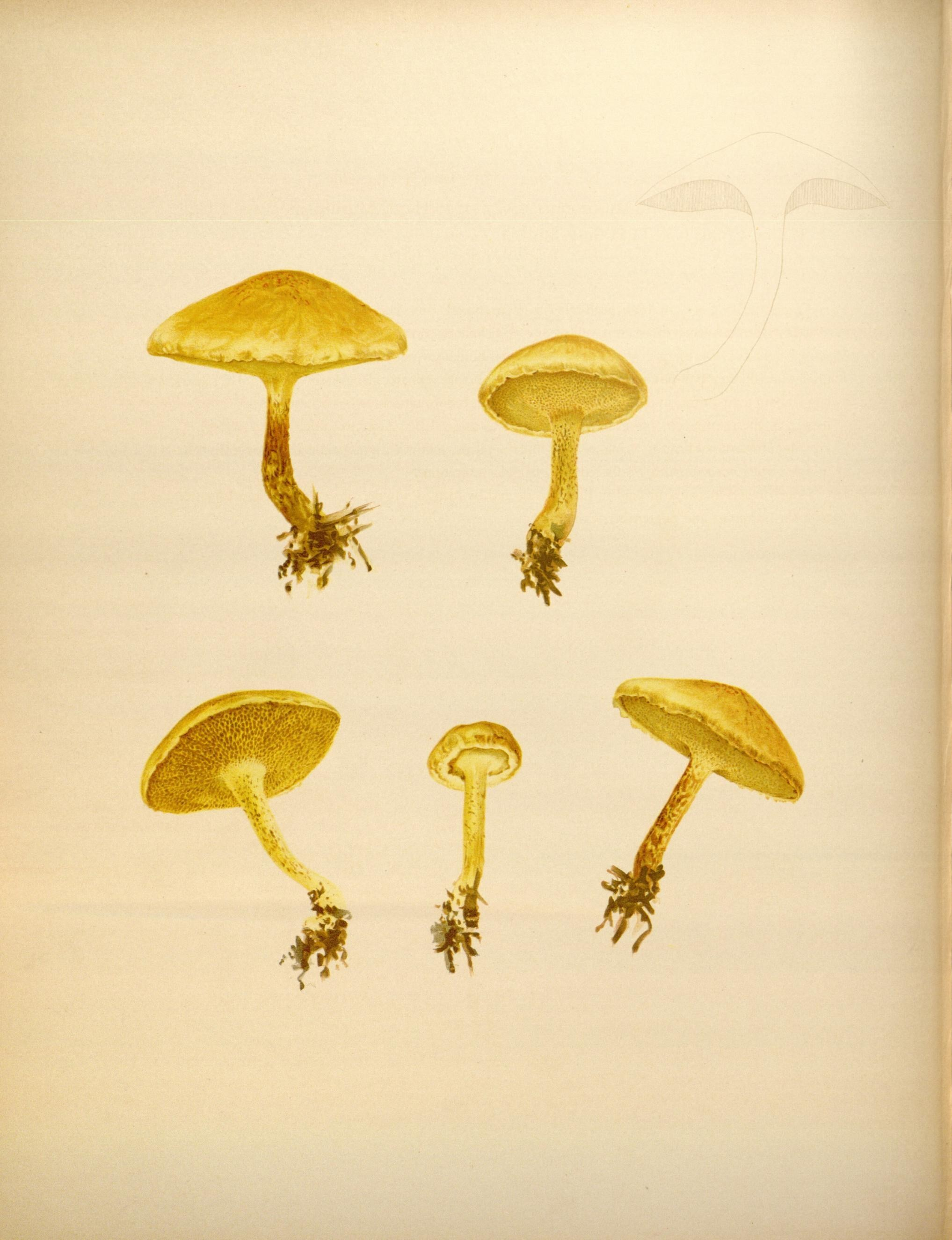
L'espèce américaine Suillus americanus sur une planche illustrée de 1929.

L'espèce est décrite pour la première fois en 1938 par le mycologue allemand Rolf Singer sous le nom Ixocomus sibiricus, à partir de spécimens collectés dans l'Altaï sous les pins de Sibérie (Pinus sibirica). En 1945, il la transfère dans le genre Suillus. Son collègue américain Alexander Smith propose de le classer parmi les Boletus en 1949, mais ce changement n'est pas retenu. En 1951, Singer décrit la sous-espèce helveticus pour désigner le matériel collecté en Suisse par Jules Favre en 1945.

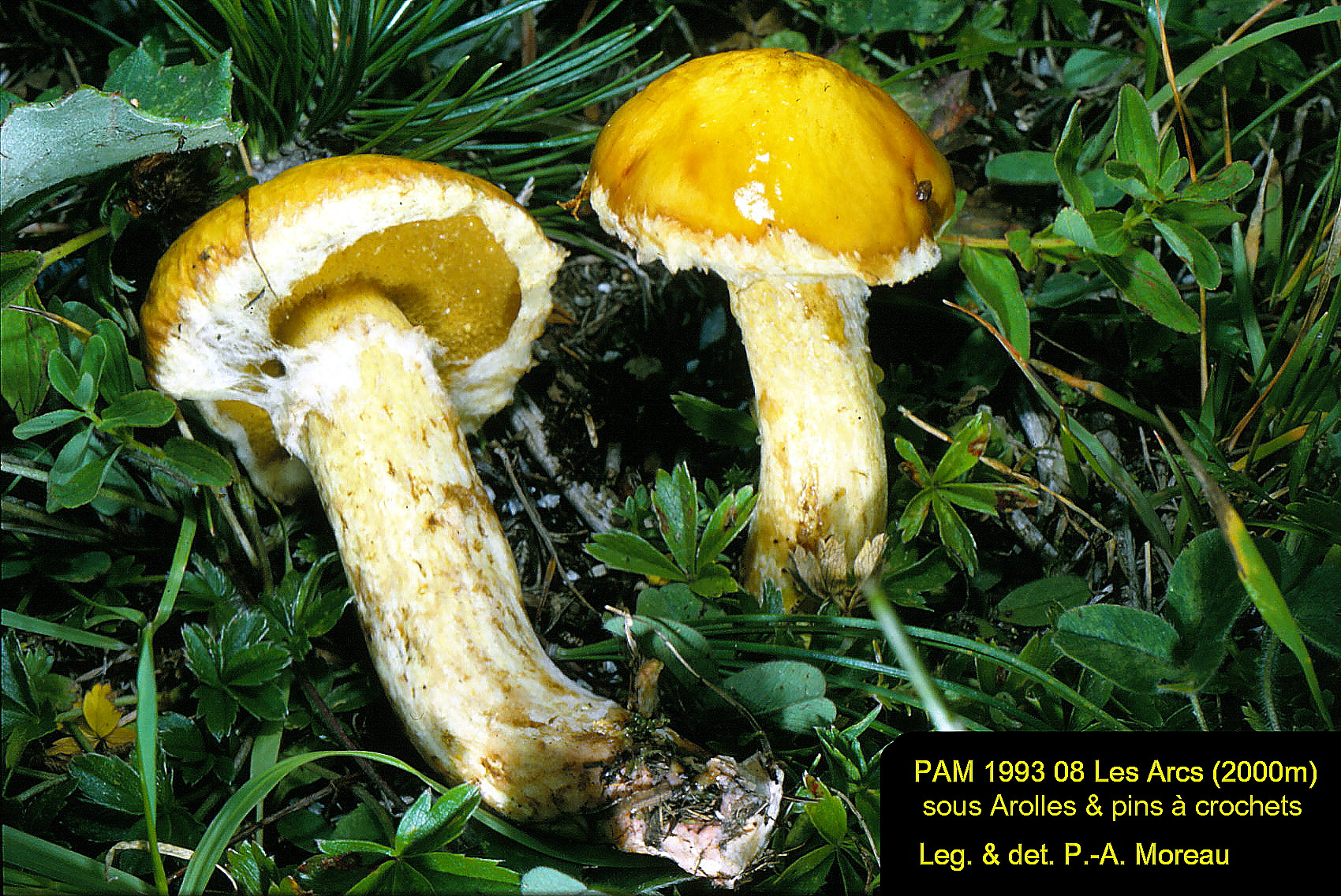
Bolet de Sibérie. Récolte française par P.-A. Moreau en août 1993, Les Arcs - Altitude 2000 m. Sous Arolles et pins à crochets.

Suillus sibiricus est très proche d'une espèce américaine décrite initialement en 1887 par Charles Horton Peck comme Boletus americanus et reclassé comme Suillus americanus en 1959 par Walter Henry Snell. Les différences macro- et microscopiques entre le Bolet de Sibérie et le Bolet d'Amérique sont insignifiantes et seul leur habitat semble les distinguer. En 2013, une révision globale du genre Suillus propose de les considérer comme synonymes sur la base d'analyses moléculaires ayant confirmé cette proximité. Le nom Suillus americanus a la préséance en vertu du principe d'antériorité, et l'espèce comprendrait plusieurs formes ou variétés
 :
- Suillus americanus var. americanus [autonyme];
- Suillus americanus var. reticulipes ;
- Suillus americanus f. americanus  [autonyme] ;
- Suillus americanus f. helveticus ;
- Suillus americanus f. sibiricus.

Ces variantes morphologiques intraspécifiques sont habituelles pour une distribution aussi étendue, mais sont difficiles à distinguer par l'analyse génétique
. Ce réarrangement taxinomique n'est cependant pas encore consensuel et certains auteurs considèrent toujours qu'il s'agit d'espèces distinctes.

## Description

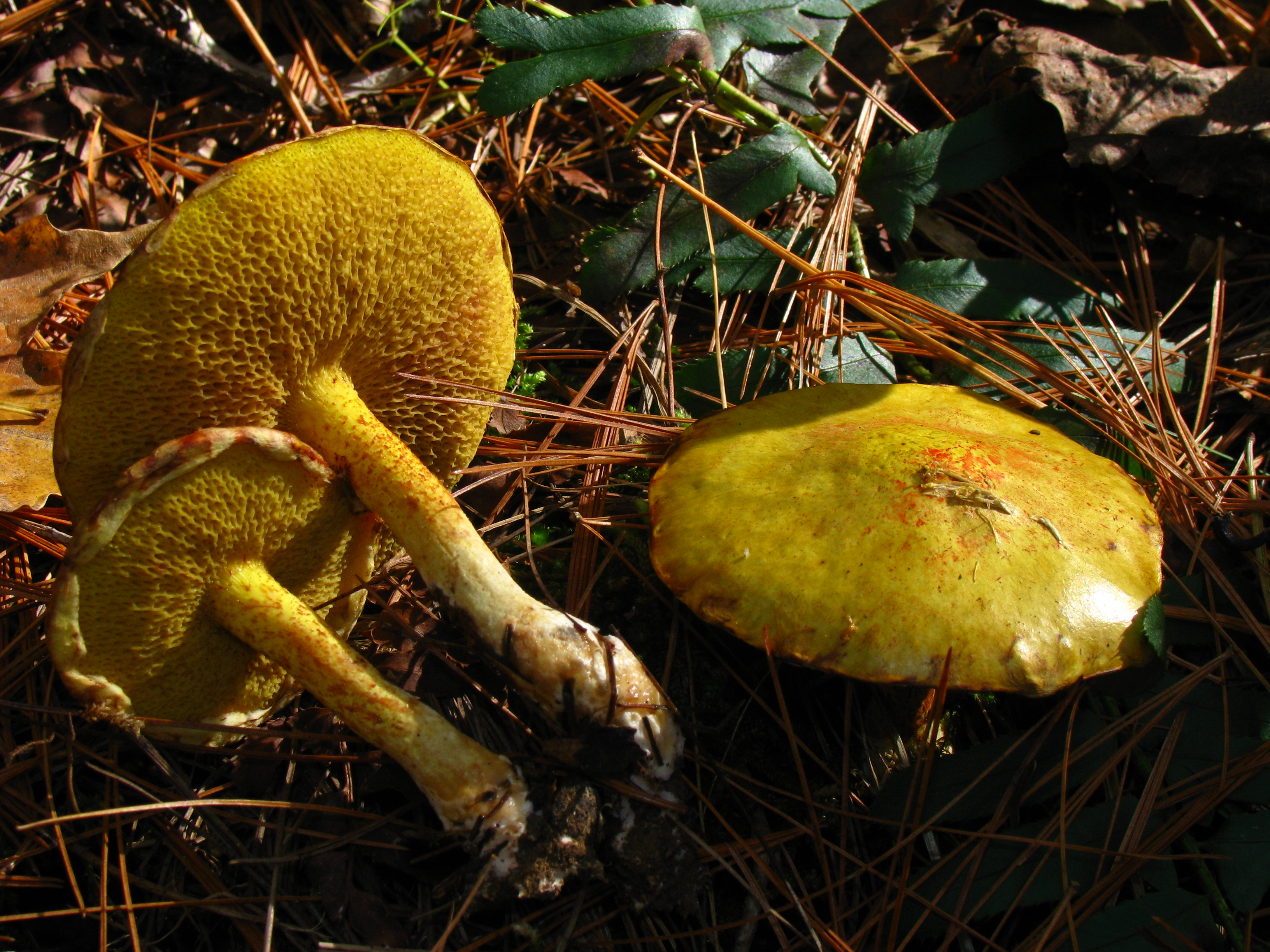
Le Bolet d'Amérique est impossible à distinguer du Bolet de Sibérie. On notera les pores larges et les glandules brunes du pied.

C'est un bolet de taille moyenne, dont le chapeau peut atteindre 10 cm de diamètre. Celui-ci est d'abord hémisphérique et jaune paille, puis s'étale et prend une teinte plus foncée, souvent orné de taches ou de méchules brun rougeâtre. La cuticule est viscidule, surtout lorsqu'elle est humide, et se détache facilement. La marge est souvent appendiculée de restes du voile partiel cotonneux, qui laisse parfois un anneau feutré et fugace au point d'attache sur le pied. Les tubes sont adnés à légèrement décurrents, initialement jaune ocré, puis plus foncé avec l'âge. Les pores sont anguleux et larges, de la même couleur que les tubes, et se maculent de rose sale ou vineux au froissement. Des gouttelettes peuvent en exsuder et laisser des taches brun foncé après séchage. Le stipe est souvent courbe et creux avec l'âge. Il est terne à jaune vif, et couvert de glandules brunes sur toute la longueur. Il prend une coloration rougeâtre à brun violacé à maturité ou à la manipulation, en particulier vers la base. La chair est jaune moutarde et devient brun rougeâtre à la coupe. Sa saveur et son odeur sont indistinctes. La sporée est brun cannelle.
Si Suillus americanus est vraiment une espèce distincte, il ne présente pas de différences morphologiques significatives. Certains auteurs ont proposé de séparer les deux espèces sur la base de la largeur du pied, qui serait de 0,5 cm en moyenne chez S. americanus et jusqu'à 1,5 cm chez S. sibiricus. D'autres ont tenté de décrire des différences de coloration (plus intense chez S. americanus), mais celle-ci semble avant tout dépendre des conditions météorologiques : de jaune vif par temps ensoleillé, à beaucoup plus terne sous la pluie.

## Habitat et distribution

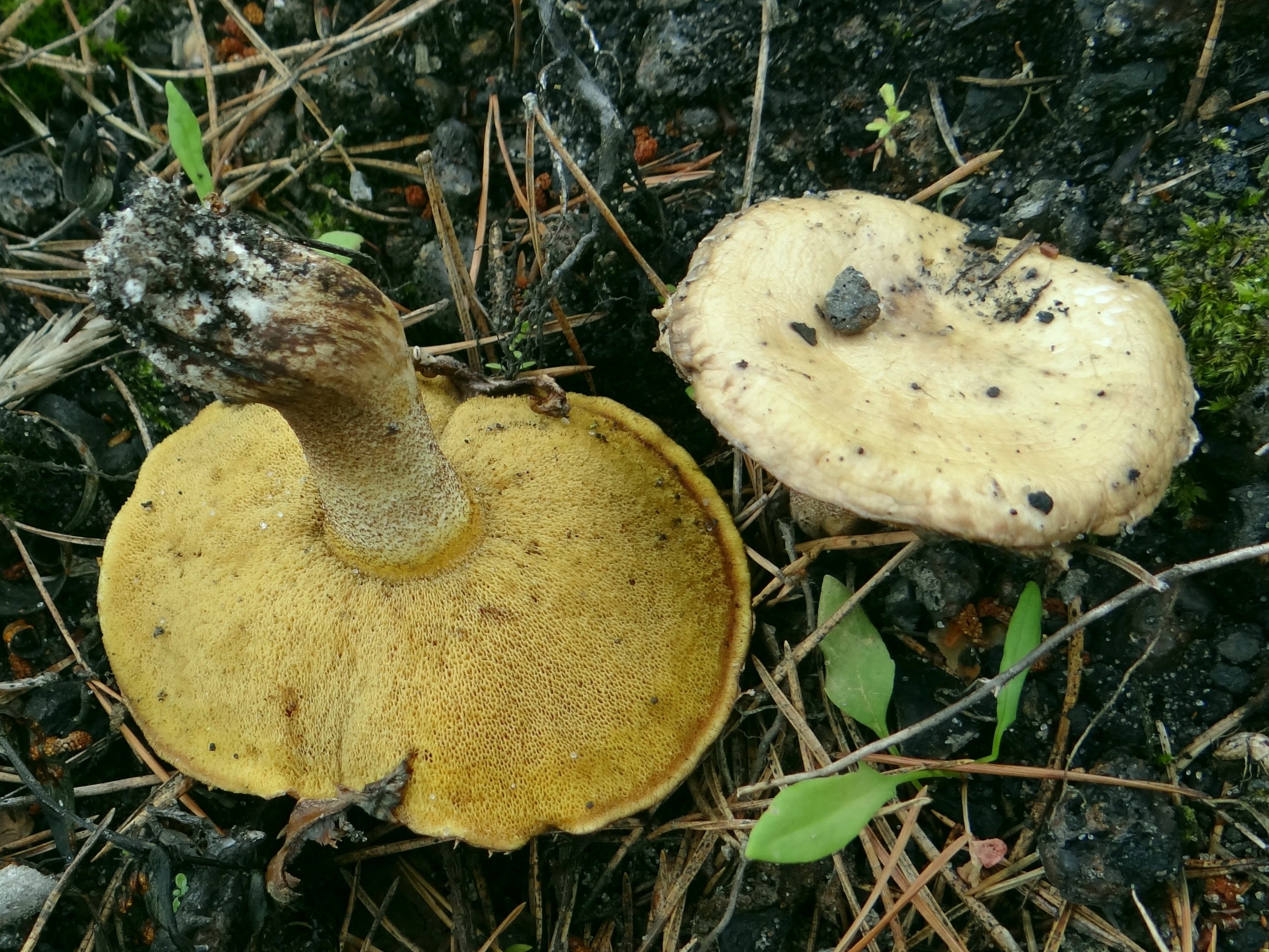
Deux spécimens en Pologne, dans les aiguilles de pin.

Le Bolet de Sibérie est une espèce ectomycorhizienne qui forme des associations strictes avec les pins à cinq aiguilles : avec le Pin cembro ou Arolle (Pinus cembra) dans les Alpes et les Tatras, avec le Pin à crochets ou Pin de Briançon en France (Pinus uncinata),  avec le Pin de Macédoine (Pinus peuce) dans les Balkans, avec le Pin argenté (Pinus monticola) et le Pin flexible (Pinus flexilis) dans le nord-ouest de l'Amérique du Nord, avec le Pin gris (Pinus banksiana) au Québec et dans l'est du Canada, avec le Pin de Sibérie (Pinus sibirica) et le Pin nain de Sibérie (Pinus pumila) en Sibérie et en Extrême-Orient russe, et avec le Pin d'Armand (Pinus armandii) et le Pin blanc de Corée (Pinus koraiensis) en Chine. L'aire de répartition du champignon est donc surtout dictée par la présence de l'arbre hôte. Suillus americanus est quant à lui restreint aux associations avec le Pin blanc (Pinus strobus) qu'on retrouve dans l'est de l'Amérique du Nord.
L'espèce forme aussi parfois des associations tripartites avec d'autres champignons, notamment avec le Gomphide helvétique (Chroogomphus helveticus) sous Pin cembro.

## Comestibilité
Certains auteurs considèrent le Bolet de Sibérie comme un champignon comestible, mais peu apprécié et sans intérêt commercial. 
L'Organisation des Nations unies pour l'alimentation et l'agriculture rapporte qu'il est consommé notamment en Russie, à Hong Kong et au Mexique, où il est aussi vendu sur les marchés locaux. La consommation du Bolet d'Amérique n'est pas recommandée : il tache les doigts de brunâtre à la manipulation, et causerait une dermite de contact avec renflement et démangeaison chez certaines personnes. Cette réaction étant rapportée pour plusieurs membres du genre Suillus, elle est susceptible de se produire aussi pour le Bolet de Sibérie.